# Edgeøya
Edgeøya är en obebodd ö i Svalbard. Den ligger öster om Spetsbergen och söder om Barentsøya och är ögruppens tredje största ö. Östsidan täcks av glaciären Edgeøyjøkulen. Öns sydvästra del är delad i två av Tjuvfjorden, norr om denna ligger glaciären Digerfonna. 
Edgeøya är en del av Søraust-Svalbard naturreservat och är ett viktigt levnadsområde för isbjörn, det finns även svalbardsren. Här finns även valrossar samt stora kolonier av sjöfåglar.
I väster ligger Storfjorden, som skiljer ön från Spetsbergen. I norr ligger Freemansundet, som skiljer ön från Barentsøya. I nordost ligger Olgastretet, som skiljer ön från Kong Karls Land. I öster ligger Ryke Yseøyane, i söder Tusenøyane och i sydost Halvmåneøya.
Det finns inga bosättningar på ön och det krävs tillstånd av Sysselmannen på Svalbard för att gå iland.

## Historik
Det är oklart när ön upptäcktes. Thomas Edge, som ön är uppkallad efter, skrev 1622 att ön upptäcktes av ett av hans skepp 1616. Joris Carolus publicerade dock en karta 1614 som påstods baseras på hans upptäckter samma år. På denna karta finns vad som antas vara Edgeøyas södra kust, detta får stöd av William Martin Conway 1901. Han var dock ovetandes om en karta av Petrus Plancius från 1612 över kustlinjen öster om Spetsbergen som tros vara den första omnämningen av Edgeøyas södra kust.